# タイ外交史
このページでは、タイの外交史（タイのがいこうし）について述べる。
注:便宜上、特に断りのない限り「シャム」を使わず「タイ」を使っている。

## ヨーロッパとの外交関係

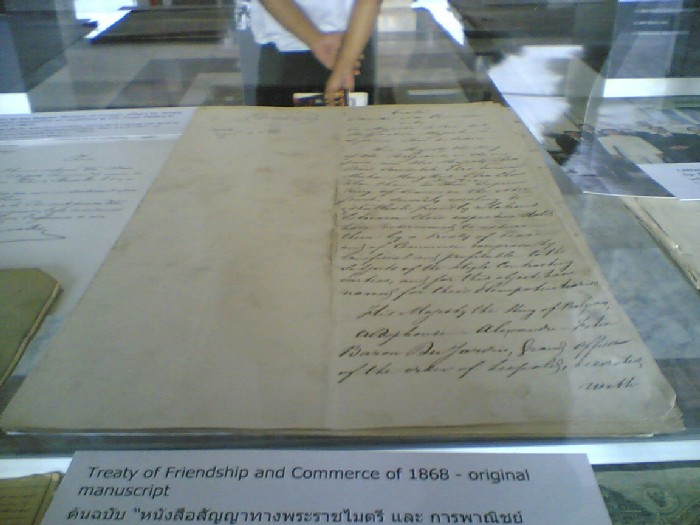
列強と結んだ不平等条約の一つ『1868年タイ・ベルギー修好通商条約』の原本

イギリスとの外交関係は1855年に締結されたラーマ4世（モンクット）がボーリング条約（英泰友好通商条約）を結んだことに始まったとも言われる。実際はそれ以前、アユタヤ王朝時代からイギリス人が渡来してタイ国内で商業を営んでいたが、この条約は列強諸国と初めて結んだ条約として、タイの近代的な外交の幕開けとも言われる。フランスとの外交関係はアユタヤ王朝ナーラーイ王の時代に、チャオプラヤー・コーサーパーンが外交使節としてフランスに足を運んだのが始まりであるが、この外交はナーラーイの崩御と共に途絶えたため、実質的にはボーリング条約以降に締結された、条約などによって外交が始まった。この二つの国はタイへの侵攻を画策し、日本と並び長年タイの政治家を悩ませた国であった。
タイは1865年8月15日、修好通商航海条約をフランスと締結、これは一種の不平等条約であった。その後1867年7月15日にルアンパバーンでルアンパバーン協定が締結された。これにはタイの属国であったルアンパバーン領のフランス人への土地所有を許可した協定であり、タイからルアンパバーン王国の宗主権を取り上げてしまうものであった。なおこの協定では地図作製技術の限界からルアンパバーン領とベトナム領の国境線の取り決めを行わなかった。

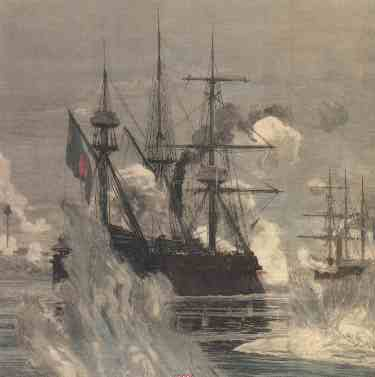
パークナム事件（ジョセフ・ナッシュ画。『The Graphic』1893年8月26日号掲載）

1893年タイ人のカムムアン県の知事がフランス人将校と紛争を始めた。この後、フランスでは議会がタイへの武力行使を容認、同年7月13日にパークナム事件（シャム危機）を勃発させた、これは最終的にフランスによってチャンタブリー県、トラート県が占領されるという事態に発展した。10月3日タイ政府は決心しメコン川以東およびその中州、カンボジアのバッタンバン州とシェムリアップ州を割譲、メコン川から25キロ以内の武装解除、フランス製品への課税禁止、フランス人とその植民地の住民（#保護民）の裁判管轄権の放棄の要求を飲み込んだ（ちなみに他の国とも結んでいた）。
後述するが、バンコク、フランス領事はこの時、保護民の地位を自分の国とは関係ないタイの有力者にワイロと引き替えに与え、保護民をいたずらに増やし始めた。これによりタイの治安は悪化し、タイ政府を大いに悩ませた。1904年2月13日タイ政府は新たに条約を結び、ルアンパバーン領の放棄、及びメコン以東の領土の一部（現在のラオス、サイニャブーリー県、チャンパーサック県）を割譲することで、保護民の数を減らすこと、チャンタブリー県からのフランス軍の撤退を認めさせた。この時フランス軍はチャンタブリーから撤去したものの隣のトラート県に場所を移して駐留し続けた。
一方、イギリスはタイと1883年に結んだ条約でタイとビルマの国境をサルウィン川に定めていたが、サルウィン川以東のタイ領でチーク材が豊富にあることが分かると、1892年にタイに新たな条約の締結を迫り、サルウィン川以東にも進出した。このほかマレー半島ではクダ州、プルリス州、トレンガヌ州、クランタン州をその領域に入れ、マレー半島には他の国の軍隊を立ち入らせないことをタイ政府に合意させた。そのため南タイも事実上イギリスの勢力下に入った。
イギリス・フランス両国はタイを緩衝国とすることで1896年1月15日に同意、1904年4月8日には両国の勢力境界線をチャオプラヤー川で分ける形で、両国のタイへの進出は終わった。
第一次世界大戦中、タイは不平等条約の改正を目的に、大戦に参加することを表明した。食料供給を強みとするタイの参戦は連合国側にはありがたい申し出であった。この時フランスは賛成を表明したが、タイが関税自主権の回復を代償に求めたため難渋を示している。結局タイは今まで不平等条約を結ばせながらも大きな害を及ぼさなかったばかりか、タイ国内の鉄道施設援助にまで協力的だったドイツに対して1917年9月28日宣戦布告した。この時までに、タイ政府は国内の企業にドイツ・オーストリア（オーストリア・ハンガリー）国籍の住民すべてを解雇することを通達。イギリスとフランスへの反発によるタイ国民の親ドイツ感情は消え失せ、一転して反ドイツ・ムードに包まれた。
タイ国からは1918年7月30日にマルセイユに上陸、フランス軍による訓練を施され一部が陸上輸送部隊として10月17日から終戦までの24日間任務に就いた。結果戦勝国となったタイはパリでの凱旋パレードに参加した。ドイツ・オーストリアとの不平等条約は即座に撤廃することが出来た。平和会議にも一国の代表として参加し、国際連盟の設立メンバーとして参加する権利を得た。
一方で、元々タイとの条約改正に批判的だったイギリスはもとよりフランスとの不平等条約は、改正を平和会議で訴えたにもかかわらず改正されることがなかった。この訴えに応じたのはアメリカだけであった。しかし、これを契機に憲法及び法典（民法、商法、刑法）の整備を行うことで不平等条約を撤廃するという条約をヨーロッパ諸国と結ぶことが出来た。この後タイは立憲革命を経て、曲がりなりにも民主政権を通して憲法及び法典を整備した。これらの法典は1935年10月に施行され、翌11月までに法典を整備したことを関係諸国に通達。翌年末にはすべての不平等条約を完全撤廃した。
後のピブーンソンクラーム政権時代（1938年12月16日 - 1944年8月1日）中の第二次世界大戦中、フランスがナチス・ドイツに圧迫され始めると、1940年フランスに対して進出を始めた（対仏国境紛争）。後に日本とタイの間で軍事協定が締結されると日本もこれに加勢し、失地をほぼすべて回復した。ところが戦争が終結するとタイが敗戦国として処理されたため再びその領土を失うことになる。
一方でイギリス・フランスはアジアから撤退していたことにより、タイはもはやヨーロッパを重要な外交相手と見なさなくなった。一方でアメリカの台頭や東南アジアの共産化が始まり、この後急速にタイはアメリカを外交の最重要相手と見なすことになる。

## タイとサウジアラビアとの外交関係
1989年、タイ人の男性清掃員がサウジアラビアの王子の寝室から2000万ドル相当の宝石を盗み、タイで売りさばいた事件が表面化（ブルーダイヤモンド事件の項を参照）。サウジアラビア側は態度を硬化し、サウジアラビア国内に5万人以上いたタイ人の出稼ぎ労働者を締め出すとともに、サウジアラビア国民にはタイへの渡航を事実上禁じる措置を取り、両国の関係は断交に近い状態に陥った。2022年にタイのプラユット・チャンオーチャー首相がサウジアラビアを訪問してムハンマド・ビン・サルマーン王太子と会談、33年ぶりに国交正常化がなされた。

## タイとイスラエルとの外交関係
イスラエルは農業分野で多くの外国人労働者を活用してきた。農業が盛んなタイの出身者は関連スキルが高く、重宝されてきた経緯がある。独調査会社スタティスタによると、2022年時点のイスラエルの外国人労働者に占めるタイ人の割合は2割強と国籍別で最多だった。23年10月にイスラエルとハマスの交戦が始まると、タイ政府は労働者の派遣を停止した。戦闘前まで約3万人いたタイ人労働者のうち、約1万人が24年5月末までに帰国した。大半が農業や建設業に従事していたため、イスラエルはこれらの分野で人手不足が深刻になった。戦闘では多くのタイ人労働者が巻き込まれ、60人近くの死傷者を出した。